# 613 v.Chr.
Het jaar 613 v.Chr. is een jaartal volgens de christelijke jaartelling.

## Gebeurtenissen
- Suḫu rebelleert tegen Babylonië[1]

## Overleden
- Zhou qing wang, koning van de Zhou-dynastie